# Quintus Ennius
Ennius (239-169 v.Chr.) was een Latijnse dichter. 

## Biografische gegevens
Ennius was afkomstig uit Rudiae (Ῥοδία) in de Zuid-Italiaanse streek Salento, die behoorde tot Magna Graecia en waar behalve Grieks ook Oskisch werd gesproken. Volgens een getuigenis van Aulus Gellius beheerste hij, naast het Latijn, ook deze beide talen. Tijdens de Tweede Punische Oorlog verbleef Ennius op Sardinië, vermoedelijk in legerdienst. Hij ontmoette er de quaestor Cato de Oudere, die hem in 204 meenam naar Rome, waar hij als grammaticus Grieks en Latijns onderricht gaf. Hij woonde bescheiden op de Aventijn en werd cliens van voorname families, zoals de Scipiones. Consul Marcus Fulvius Nobilior nam hem in 189 in dienst als dichter. In zijn gevolg maakte hij het einde van de Aetolische Oorlog mee. Dankzij deze laatste patronage verkreeg Ennius het Romeinse burgerrecht in 184. Ennius was de oom van de tragediedichter Pacuvius.

## Werken
Ennius schreef zowel dramatiek en didactiek als epiek. Hij vertaalde en bewerkte Griekse tragedies (vooral van Euripides) en schreef filosofisch getinte gedichten. Maar zijn belangrijkste werk was wel een nationaal historisch epos, de Annales (d.i. "Kronieken"), vanaf de oudste tijden van Rome tot het jaar 171 v.Chr. Slechts een 600-tal verzen zijn bewaard gebleven op een totaal van circa tienduizend. Vanaf 1988 is een papyrus uit Herculaneum ontrold, die een aantal nieuwe verzen uit het zesde boek toevoegde.
Naar Grieks model voerde Ennius de hexameter in, waardoor het saturnische vers spoedig uit de Romeinse dichtkunst verdween. Hij beschouwde zichzelf als een tweede Homerus en nam de bard tot voorbeeld voor zijn epos. Hij heeft bijzonder veel invloed uitgeoefend op de latere Latijnse literatuur, in het bijzonder op de Aeneïs van Vergilius. Diens succes zou hem uit de vergeethoek halen.
Uit enkele bewaarde fragmenten blijkt dat Ennius de gedurfde effectzoekerij niet schuwde:
- "O Tite tute Tati tibi tanta tyranne tulisti!"
"O Titus Tatius, te veel, tiran, heeft uw trots willen tarten..."
- "Machina multa minax minitatur maxima muros"
(vrij) "Statige stoeten van sombere stormtorens staan om de stadswal"
- "At tuba terribili sonitu taratantara dixit."
"Maar de klaroen liet verschrikkelijk schallend geschetter weerklinken"
- "Saxo cere- comminuit -brum"
"Met een steen sloeg hij de hersen- in stukken -pan"

## Uitgave
- Otto Skutsch (ed.), The Annals of Quintus Ennius, 1985, ISBN 9780198144489

## Nederlandse vertaling
- Ennius. Annalen, ingeleid, bezorgd en vertaald door Vincent Hunink, 2006, ISBN 9789058480736

## Voetnoten
1. ↑  Knut Kleve, "Ennius in Herculaneum", in: Cronache Ercolanesi (Bolletino del centro internazionale per lo studio dei papiri Ercolanesi) 29, 1990, p. 5-16
2. ↑  Werner Suerbaum, "Der Pyrrhos-Krieg in Ennius' Annales im Lichte der ersten Ennius-Papyri aus Herculaneum", in: Zeitschrift für Papyrologie und Epigraphik 106, 1995, p. 31-52